# Barbapapà (album 1979)
Barbapapà è un album di  Orietta Berti e Claudio Lippi, con I piccoli cantori di Niny Comolli pubblicato nel 1979.

## Descrizione
In occasione della messa in onda della seconda serie dei Barbapapà, Anime giapponese di grande successo anche in Italia, fu realizzato un relativo album contenente la colonna sonora del cartone, incisa da Claudio Lippi e Orietta Berti con I piccoli cantori di Nini Comolli. I brani italiani, scritti nella versione originale olandese da Joop Stokkermans (musica) e Burny Bos (testi), furono adattati in italiano da Lorenzo Raggi, fatta eccezione per il singolo Ecco arrivare i Barbapapà, versione più breve della sigla della prima serie, già presente nel primo LP ad essa dedicato, scritta da Roberto Vecchioni ed incisa in questo caso dalla coppia. 
A suo tempo circolò la notizia che lo stesso Claudio Lippi doppiò la voce di Barbapapà e di tutti i personaggi maschili della serie, così come la Berti fece per i personaggi femminili, cosa assolutamente falsa.
Il disco è stato pubblicato dalla Philips in LP e musicassetta con i rispettivi numeri di catalogo: 6323 080 e 7119 062. Non esistono versioni in CD, download digitale o per le piattaforme streaming.

## Tracce
1. Ecco arrivare i Barbapapà
2. Il paese di Barbapapà
3. Per essere un Barbapapà
4. La mongolfiera Barbapapà
5. I cento trucchi di Barbapapà
6. La canzone d'amore di Barbabella
7. Barbaforte è un campione
8. L'opera delle rane
9. La mamma è un elefante
10. Barbazoo e gli animali
11. Un artista pasticcione
12. Barbabravo l'inventore
13. I sogni di Barbalalla